# 上原美佐 (1983年生)
上原 美佐（うえはら みさ、1983年12月21日 - ）は、日本の元女優、元タレント。

## 来歴・人物
滋賀県米原市（旧：坂田郡伊吹町）出身。近江高等学校から日出女子学園高等学校へ転校し、卒業。血液型はO型。
2000年4月1日に芸能活動開始、同年に『真夏のメリークリスマス』でデビュー。
2004年に『オーダーメイド〜幸せ色の紳士服店〜』で初主演。2005年には田澤直樹監督の映画『バースデー・ウェディング』で主演を果たす。
2012年の『赤川次郎原作 毒<ポイズン>』では、当時29歳ながらほぼノーメイクで17歳の女子高生を演じた。
彫りの深い顔立ちと均整の取れたプロポーションの秘訣は「豆乳と青汁」というナチュラリストであった。
所属芸能事務所はデビュー時はセントラルジャパンだったが、その後同社と業務提携している研音に移籍。2009年6月20日をもって研音を離れ、再びセントラルジャパンに移籍した。2015年4月1日以降、所属事務所のタレントリストから消え、ブログも削除されているため、15年間の芸能生活は引退したものと思われる。

## 出演

### 映画
- 呪怨（2003年1月25日） - 遠山いづみ 役
- ROCKERS（2003年9月27日） - 佐藤真弓 役
- バースデー・ウェディング（2005年6月11日） - 主演・千晴 役
- ただ、君を愛してる（2006年10月28日） - 井上早樹 役
- バッテリー（2007年3月10日） - 小野薫子 役
- 長い長い殺人（2008年5月31日） - 三津田幸恵 役
- 余命一ヶ月の花嫁（2009年5月9日）
- わたしのハワイの歩きかた（2014年6月14日） - エミ姐 役

#### 日本語吹き替え
- タイムライン（2004年1月17日、ギャガ＝ヒューマックス） - レディ・クレア 役

### テレビドラマ
NHK総合
- オーダーメイド〜幸せ色の紳士服店〜（2004年11月-12月） - 楠花梨 役
- 義経（2005年1月-12月） - 手古奈 役

日本テレビ系
- 示談交渉人 ゴタ消し 第5話（2011年、読売テレビ） - 三条実花 役
- 赤川次郎原作 毒<ポイズン> 第5話（2012年、読売テレビ） - 大西冴子 役

TBS系
- 真夏のメリークリスマス（2000年10月-12月） - 明峯響子 役
- 天国に一番近い男2（2001年） - 林麗子 役
- ナンバーワン（2001年）
- First Love （2002年）- 真鍋周子 役
- きみはペット（2003年） - 倉木真弓 役
- 夢で逢いましょう（2005年4月-6月） - 小谷毬子 役
- 魔王（2008年7月-9月） - 高塚薫 役

フジテレビ系
- 恋するトップレディ（2002年1月-3月、関西テレビ） - 風間めぐみ 役
- ダブルスコア 第3話（2002年） - 真崎奈津子 役
- 天体観測（2002年7月-9月、関西テレビ） - 松本アリス 役
- クニミツの政（2003年7月-9月、関西テレビ） - 坂上明日香 役
- 金曜エンタテイメント
  - 西村京太郎傑作サスペンス　キャリア探偵日菜子の調査ファイル（2003年2月） - 石原ゆかり役
  - スチュワーデス刑事8（2004年1月） - 山崎良美役
  - 結婚相談員・末永卯月の推理案内状 地獄の花嫁5（2004年7月） - 小川友香 役
- ほんとにあった怖い話
  - 「誰かが囁いている」（2004年3月） - 原田さやか 役（主演）
  - 「真夜中のサイレン」（2004年12月） - 青竹千咲 役（主演）
- ディビジョン1『RUNNER'S HIGH』（2004年） - 高原あすか 役
- 白線流し〜夢見る頃を過ぎても（2005年）
- 女の一代記 越路吹雪 愛の生涯〜この命燃えつきるまで私は歌う（2005年） - 太田和子 役
- アテンションプリーズ（2006年4月-6月） - 弘田沙織 役
  - 土曜プレミアム・アテンションプリーズスペシャル〜ハワイ・ホノルル編〜（2007年1月） - 弘田沙織 役
  - アテンションプリーズスペシャル〜オーストラリア・シドニー編〜（2008年4月） - 弘田沙織 役
- のだめカンタービレ（2006年10月-12月） - 多賀谷彩子 役
- 世にも奇妙な物語2007年 秋の特別編「自販機男」（2007年、フジテレビ） - 川井田美月 役
- 僕と彼女の間の北緯38度線（2007年、関西テレビ） - 金美姫 役
- 山おんな壁おんな（2007年） - 吉野加奈子 役
- CHANGE 第5話（2008年） - 韮沢の娘・奈津子 役
- 誰も守れない（2009年）
- 金曜プレステージ特別企画・目線（2010年） - 水谷香苗 役
- 謎解きはディナーのあとで 第9話 - 最終話（2011年） - 剣持留美 役
- TOKYOエアポート〜東京空港管制保安部〜（2012年10月-12月） - 工藤美希 役

テレビ朝日系
- 独身3!!（2003年）
- ああ探偵事務所（2004年） - 島崎美和 役
- 土曜ワイド劇場
  - グルメ弁護士VSダイエット検事（2005年、朝日放送制作） - 三崎若葉 役
  - 森村誠一の棟居刑事 目撃美女は二度死ぬ?（2011年） - 山名冬美 役
  - 西村京太郎トラベルミステリー スーパービュー踊り子連続殺人（2012年） - 西条美保 役
  - 火災調査官・紅蓮次郎13（2012年） - 三村茜 役
- 松本清張 けものみち（2006年1月-3月） - 杉原七々美 役
- 生徒諸君!（2007年4月-6月、朝日放送共同制作） - 鳥居玲奈 役
- 宿命 1969-2010 -ワンス・アポン・ア・タイム・イン・東京-（2010年1月-3月、朝日放送共同制作） - 白井尚子 役
- 捜査地図の女（2012年） - 大島悦子 役

テレビ東京系
- 水曜ミステリー9
  - 検察官キソガワ（2005年4月27日） - 清水優子 役
  - 松本清張特別企画・張込み（2011年11月2日） - 児玉梨奈 役

WOWOW系
- ドラマW・長い長い殺人（2007年） - 三津田幸恵 役
- 連続ドラマW・パンドラ（2008年） - 門脇ちか 役
- ミッドナイト☆ドラマ・借王＜シャッキング＞Ⅱ-運命の報酬-（2011年） - 中山由香 役
- ドラマW・横山秀夫サスペンス「締め出し」（2011年4月3日） - 深沢美香 役

### テレビ出演
- 恋するハニカミ!（2005年5月20日、TBS）
- 5000番組10万人総出演! 第6回がんばった大賞!（2006年3月20日、フジテレビ） 「アテンションプリーズ」撮影現場から中継出演
- 笑っていいとも!2006春の祭典スペシャル（2006年4月10日、フジテレビ） 「アテンションプリーズ」チームとして出演
- 森田一義アワー 笑っていいとも!（2006年4月18日・6月27日、フジテレビ） コーナーゲスト
- ネプリーグ（2006年10月16日、フジテレビ） 「のだめカンタービレ」チームとして出演
- グータンヌーボ（2009年1月14日、関西テレビ）
- 1Hセンス（2012年12月9日、フジテレビ）
- 空旅をあなたへ-PREMIUM SKY-（2013年2月8日 - 3月29日・7月12日 - 9月27日・2014年6月3日 - 7月29日、フジテレビ） - 旅人
- run for money 逃走中（2013年4月13日、フジテレビ） - 乙姫祥子 役
- にっぽん原風景紀行（2014年1月13日・1月20日、BSジャパン） - 旅人

### ネットドラマ
- ケータイ恋愛ドラマ 100シーンの恋（2008年）

### 舞台
- 君と見る千の夢（2010年5月2日〜24日）

### 写真集
- 『Two faces：上原美佐写真集』渡辺達生（撮影）、2002年、ワニブックス、ISBN 4-8470-2701-9
- 『20th anniversary：はたち：上原美佐写真集』渡辺達生（撮影）、2004年、小学館・週刊ヤングサンデー特別編集、ISBN 4-09-372071-1
- 『きらきら：上原美佐写真集』玉川竜（撮影）、2004年、メディア・プランナーズ、ISBN 4-7704-1114-6

### イメージビデオ
- 上原美佐（2003年）

### PV
- 片瀬那奈『Shine』（2003年）

### 雑誌
- 『marisol』集英社
- 『MAQUIA Royale』集英社
- 『Oggi』小学館
- 『美しいキモノ』アシェット婦人画報社

### CM
- 山之内製薬（2002年-2004年）
- J-PHONE（2002年）
- 資生堂「ANESSA」（2003年）
- NTT西日本（2004年）
- キリン（2005年）
- スカイパーフェクト・コミュニケーションズ（2005年）
- ジョンソン・エンド・ジョンソン（2005年）
- 日本郵政公社（2005年）
- ヤマザキビスケット コーンチップ（2007年）
- 興和「新キューピーコーワi」（2009年-）
- 緑ウェディング「ガーデンテラス東山」（2013年）

### Web
- 上原美佐のHawaiiガイドムービー ※Webサイト『Aloha Street』内で動画配信（2013年 -）